# Post Tenebras Lux (film)
Pour la phrase latine, voir Post tenebras lux.
Pour plus de détails, voir Fiche technique et Distribution.
Post Tenebras Lux est un drame autobiographique mexico-franco-néerlandais écrit et réalisé par Carlos Reygadas et sorti en 2012.
Le titre en latin correspond en français « Après les ténèbres, la lumière » et parfois traduit en « La lumière après les ténèbres » ou par l'expression « Après la pluie le beau temps ». Le film tourne autour d'un couple vivant dans la forêt, en périphérie de Mexico.
Carlos Reygadas remporte pour ce film le Prix de la mise en scène au Festival de Cannes 2012.

## Synopsis
Au Mexique, Juan et sa jeune famille ont quitté la ville pour s’installer à la campagne. Là, ils profitent et souffrent d’un monde qui voit la vie différemment. Juan se demande si ces mondes sont complémentaires, ou bien s’ils s’affrontent inconsciemment pour s’éliminer entre eux.

## Fiche technique
- Réalisation : Carlos Reygadas
- Scénario : Carlos Reygadas
- Photographie : Alexis Zabe
- Son : Gilles Laurent
- Montage : Natalia Lopez
- Décors : Nohemi Gonzales
- Production : Jean Labadie et Jaime Romandia
- Sociétés de production : No Dream Cinema ; Mantarraya Producciones ; Le Pacte ; Topkapi Films
- Société de distribution : Le Pacte (en France)
- Langues originales : espagnol, français, anglais
- Format : couleur - 35 mm - 1,37:1
- Durée : 120 minutes

## Distribution
- Adolfo Jiménez Castro : Juan
- Nathalia Acevedo : Nathalia
- Willebaldo Torres : "Seven"
- Rut Reygadas : Rut
- Eleazar Reygadas : Eleazar

## Distinctions
- Festival de Cannes 2012 : Prix de la mise en scène pour Carlos Reygadas

## Accueil critique
Lors de sa projection au Festival de Cannes 2012, il déclenche de nombreuses réactions et fait partie des films sifflés[réf. nécessaire].